# Владимир Коларов Коча
Владимир Коларов Коча (Меленци, код Великог Бечкерека, 2. август 1914 – Велики Бечкерек, 26. јул 1941) био је песник, комунистички револуционар и учесник Народноослободилачке борбе.

## Биографија
Рођен је 2. августа 1914. године у селу Меленци, код Великог Бечкерека. Његов отац Марко био је учитељ и погинуо је у Првом светском рату. Коча се потом са мајком Емилјом преселио у Велики Бечкерек, где је она добила посао као васпитачица. Основну школу и гимназију, завршио је у тада већ Петровграду. Потом се у Београду уписао на Технички факултет, на Одсек за архитектуру. Као ученик Петровградске гимназије, постао је члан литерарне секције „Братство“, где је писао песме, углавном социјалног карактера. Пред крај школовања, 1932. године објавио је збирку песама Свануће и социјалну поему О младој радници у великој фабрици. Поред тога, испољио је и велики таленат за цртање. Такође, као гимназијалац се прикључио омладинском револуционарном покрету и постао члан Савеза комунистичке омладине Југославије (СКОЈ).

### Револуционарни рад
По доласку на студије у Београд, 1933. године, активно се укључио у револуционарни студентски покрет на Београдском универзитету. У јесен 1936. године прикључио се Академском позоришту и био члан његове Управе. У овом позоришту били су активни и други револуционарни студенти - Јурица Рибар, Слободан Принцип, Олга Марасовић и др. Поред активности на Универзитету, активно је политички деловао у родном крају, где је одлазио за време распуста. Заједно са Светозаром Марковићем и Стеваном Јовановићем, током 1935. и 1936. године, политички је деловао у Петровграду, посебно руководећи скојевском организацијом и радећи са омладином. Крајем 1936. и почетком 1937. године, полиција је извршила велику провалу у петровградску партијску организацију. Тада је ухапшен велики број комуниста и познатих активиста радничког покрета у Петровграду и околини, међу којима су били Светозар Марковић и Стеван Јовановић. После Тозиног изласка из затвора, активно је са њим радио на организовању ОМПОК-а - омладинског покрета у Војводини, у коме су комунисти имали велики утицај. Коча је био један од челника тог покрета и један од његових највиђенијих активиста, а марта 1937. године је био изабран у његов Главни одбор.
Априла исте године био је организатор Оснивачке скупштине Омладинског покрета за Банат у Петровграду. Посебно се ангажовао у организацији културне активности ОМПОК-а, а био је и организатор манифестације „Дани војвођанске културе XIX века“, која је била одржана 23. маја 1937. године у Петровграду. Био је члана Редакције часописа „Наш живот“, који је био гласило ОМПОК-а. Као студент архитектуре био је добар цртач, па је израдио насловне стране прва два овог часописа. Такође је у неколико бројева овог часописа објавио низ публицистичких радова. Због великог ангажовања на раду ОМПОК-а био је примљен у чланство Комунистичке партије Југославије (КПЈ), током 1937. године. Када је марта 1938. године забрањен рад Омладинског покрета, написао је чланак „Није истина да нас више нема“. После забране ОМПОК-а, наставио је са деловањем међу војвођанском омладином, па је почетком априла 1938. године био један од организатора велике културне приредбе у Сремским Карловцима, поводом шездесете годишњице смрти Ђуре Јакшића и шездесете годишњице рођења Васе Стајића. Такође, био је присутан на једном састанку водећих активиста легалног Омладинског покрета у Војводини, на коме је Павле Пап говорио о новим задацима револуционарне омладине, у складу са збивањима на европској политичкој сцени и развојем политичке ситуације у земљи. Такође, током 1938. године био је активан на публицистичком пољу и сарађивао је у часопису „Наша књижица“, који је у ствари био наставак забрањеног листа „Наш живот“. Заједно са Стеваном Јовановићем, био је члан Редакције тог листа. Исте године био је један од сарадника Војвођанског зборника, који је током те године излазио у Војводини.
На Универзитету у Београду, деловао је међу војвођанском студентском омладином у „Удружењу Војвођана“ окупљених око „Војвођанске академске трпезе“, популарно зване „Војвођанска менза“. Такође, деловао је и у Соколу, Ратарској омладини, Удружењу академичара Петровграда и др. У Војвођанском покрету, као делу Удружене опозиције, популарисао је платформу Народног фронта, односно Странке радног народа, иза које је стајала КПЈ као окосница овог фронта. Поред свих ових активности, Коча је радио и на обнови организација СКОЈ-а и КПЈ у Петровграду и околини, односном читавом северном Банату. Године 1938. је постао члан секретар Окружног комитета СКОЈ-а за северни Банат и прочелник једне „ћелије“ у Петровграду. Почетком 1939. године постао је члан, а убрзо потом и секретар Месног комитета КПЈ за Петровград. Такође био је и члан Окружног комитета КПЈ за северни Банат. Новембра 1938. године је био ухапшен у Петровграду, заједно са Стеваном Јовановићем, његовим братом Ђуром и још неколико активиста револуционарног покрета. Пошто су се сви ухапшеници пред иследницима добро држали, били су пуштени у децембру, због недостака доказа.
Крајем 1939. године запослио се у Новом Саду у Савезу аутобуских предузећа. Преко Соње Маринковић, тада се укључио у револуционарни раднички покрет Новог Сада. Априла 1940. године, био је ухапшен са Соњом и још неколико другова. После краћег боравка у истражном затвору, били су пуштени на слободу, услед недостака доказа. После тога се вратио у Петровград, где је почетком маја био ухапшен, у великој полицијској провали у петровградску партијску организацију. Тада је било ухапшено двадесетак чланова КПЈ и СКОЈ-а и истакнутих активиста радничког покрета, међу којима су били Жарко Зрењанин, Стеван Јовановић, Тоза Марковић, као и Кочина вереница Ружа Шулман. Током полицијске истраге, сви су били жестоко мучени. Полицијски агенти су Кочу тукли пред његовом верницом, претећи му да ће и њу претући. Такође, претили су му да ће ухапсити и његову мајку Емилију. Упркос свему, сви ухапшеници су се добро држали. Пред Окружни суд у Петровграду били су изведени у октобру 1940. године и услед недостатка доказа ослобођени.
По изласку из затвора, политички је деловао у Петровграду, као секретар Месног комитета КПЈ. Непосредно пред почетак рата, активно је сарађивао са Светозаром Марковићем Тозом, организационим секретаром и Жарком Зрењанином, политичким секретаром Покрајинског комитета КПЈ за Војводину. Након приступања Краљевине Југославије Тројном пакту, 25. марта 1941. године, Коча је заједно са Сервом Михаљем, секретаром ОК КПЈ за северни Банат, припремао масовне антифашистичке демонтстрације. Пошто је полиција забранила демонстрације и запретила да ће, уколико до њих дође употребити оружје, Коча и Серво су одустали од демонстрација.

### Народноослободилачка борба
Одмах по нападу Сила осовина на Југославију, 6. априла 1941. године, Коча се заједно са групом својих другова, одлучио да се пријави као добровољац у Југословенску војску. Они су најпре кренули у Панчево, а одатле су преко Београда и Ужица, стигли у Сарајево, где је требало да се формира једна студентско-ђачка добровољачка јединица. Пошто је убрзо дошло до капитулације, Коча се са својим друговима, вратио у Петровград. Као секретар МК КПЈ за Петровград, активно је радио на организовању Народноослободилачког покрета (НОП) и укључивању омладине. Заједно са Жарком Туринским, организовао је партијски курс за руководство скојевских и партијских организација северног Баната.
Током маја и јуна 1941. године, као руковдилац технике ОК КПЈ за северни Банат радио је на организовању илегалних штампарија у којима су штампани прогласи и леци. Разни пропагандни антифашистички материјали штамапни су на српском, али и мађарском и немачком језику. После седнице Покрајинског комитета КПЈ за Војводину, одржаном 23. јуна 1941. године у Великом Бечкереку, на којој је донета одлука о подизању устанка у Војводини, Коча је са Жарком Туринским радио на организовању припрема за оружани устанак. На Окружном саветовању КПЈ за Северни Банат, почетком јула био је формиран Срески партизански штаб и за његовог команданта је био одређен Бора Микин, а за политичког комесара Коча Коларов.
Његова активност на организоавњу првих партизанских одреда у Војводини, није дуго трајала, јер је већ 23. јула 1941. године био ухапшен у бази ОК КПЈ за северни Банат, у винограду свог сарадника Зорана Нићетина Мире, у околини Бечкерека. Заједно са њим ухапшена је и његова вереница Ружа Шулман. Након хапшења били су затворени у затвору Банатске перфектуре у Бечкереку, где су били мучени и малтретирани. Пошто су партизани у Банату, већ увелико отпочели са акцијама паљења жита, 25. јула је било спаљено жито на Бошњаковом салашу, код Бечкерека. У знак одмазде, окупатор је одлучио да на том салашу стреља петоро ухапшеника. За стрељање су тада, поред Коче и Руже Шулман била одређена и тројица ухапшених активиста НОП-а - Јеврејин Самуел Франк, брат од тетке Руже Шулман, као и Стојан Арсенов и Тиберије Алдан, ухапшеници из Кикинде. На дан стрељања 26. јула 1941. године, ухапшеници су до места погубљења спроведени кроз Бечкерек. Окупљене грађане, Коча је тада позивао на оружану борбу и узвикивао антифашистичке пароле.
После синовљеве смрти Народноослободилачком покрету се прикључила Кочина мајка Емилија Мила Коларов, која је после ослобођења Петровграда, 22. октобра 1944. године на Првој окружној конференцији Антифашистичког фронта жена (АФЖ) Петровграда била изабрана за председницу Окружног одбора АФЖ Петровграда. 
У знак сећања на Кочу Коларова, његово име данас носе улице у Зрењанину и Новом Саду, а до 2023. и у Новом Кнежевцу. Његово име је од 1962. до 1993. године носила Зрењанинска гимназија, у чијем му је дворишту 1963. године подигнута спомен-биста, рад вајарке Љубице Тапавички. 